# Pinhoe (stacja kolejowa)
Pinhoe – stacja kolejowa we wschodniej części Exeteru, w hrabstwie Devon na linii kolejowej West of England Main Line. Stacja niewyposażona w sieć trakcyjną.

## Ruch pasażerski
Stacja obsługuje 138 578 pasażerów rocznie (dane za okres od kwietnia 2021 do marca 2022). Posiada bezpośrednie połączenia z Londynem, Salisbury i Exeterem. Pociągi odjeżdżają ze stacji co pół godziny.

## Obsługa pasażerów
Automaty biletowe, przystanek autobusowy.